# Khinkali
Khinkali (tiếng Gruzia: ხინკალი) là một loại bánh bao thịt xuất phát từ vùng Gruzia Pshavi, Mtiuleti và Khevsureti.. Các biến thể của Khinkali đã lan khắp các khu vực khác của Kavkaz. Khinkali nhồi nhân bằng nhiều nguyên liệu khác nhau, chủ yếu là với gia vị thịt (thường là thịt bò và thịt lợn, đôi khi thịt cừu), rau xanh, và hành. Nấm hoặc pho mát có thể được sử dụng thay vì thịt.
Khinkali ăn không hoặc với hạt tiêu thô. Nhân thịt chưa nấu chín khi làm bánh Khinkali, vì vậy khi nấu các loại nước thịt đang được giữ lại trong bánh bao. Khi ăn Khinkali người ta thường hút nước trong nhân khi cắn miếng đầu tiên để bánh khỏi bị phun nước. Phía trên nơi các nếp gấp gặp nhau thì cứng và người ta không ăn. Tại Gruzia, đầu gấp này được gọi là "kudi" (tiếng Gruzia: ქუდი, nghĩa là "mũ") hoặc "kuchi" (tiếng Gruzia: კუჭი, nghĩa là "nút bụng"). Các thị trấn của Dusheti, Pasanauri và Mtskheta đặc biệt nổi tiếng với khinkali.
Khinkal là một từ có nguồn gốc từ tiếng Avar (khink-al, trong đó al là để chỉ số nhiều.